# PGC 394
LEDA/PGC 394, auch ESO 349-24, ist eine spiralförmige Radiogalaxie vom Hubble-Typ Sbc mit hoher Sternentstehungsrate im Sternbild Bildhauer am Südsternhimmel. Sie ist schätzungsweise 382 Millionen Lichtjahre von der Milchstraße entfernt und hat einen Durchmesser von etwa 190.000 Lichtjahren.

Im selben Himmelsareal befinden sich u. a. die Galaxien NGC 10, PGC 443, PGC 519, PGC 621.